# روب كروسان
روب كروسان هو متزحلق جبال الألب كندي، ولد في 13 مارس 1968 في باري في كندا.

## وصلات خارجية
- روب كروسان على موقع الاتحاد الدولي للتزلج (التزلج على المنحدرات الثلجية) (الإنجليزية)
- روب كروسان على موقع أوليمبيديا (الإنجليزية)